# スペック
スペックとは、英語で spec （specification の省略形。読みは「スペシフィケーション」）は、いわゆる仕様書のことであるが、和製英語では一般に工業製品に期待される性能のことである。俗に「カタログスペック」や「基本スペック」、「諸元」などのように表現される。自動車のカタログなどでよくみられる。

## 概要
日本語で俗にスペックというと、所定の工業製品が備えている性能のことである。なおその性能に満たない製品は、仕様書に示された性能を発揮できていないため、いわゆる不良品である。
工業製品は、製品として市場に流通（または実際に利用）する段階で、同製品と同等の、所定の性能を持つことが期待され求められるわけだが、この基準となる性能が俗に「スペック」と表現される。英語の原義からすれば仕様書に示された性能値といえるわけだが、一般ではあまり仕様書は意識されず、製品に規定化された所定の性能と解される。
基本スペックは、この仕様書通りに作られた製品が持つ最低限の性能を指す。この場合、改造（チューンアップや増設など）により拡充された性能との比較対象としてみなされる。カタログスペックは、商品宣伝用の広告カタログ（チラシやパンフレットなど）などに明示されている性能のことで、大量生産の工業製品を消費者が選ぶ際に、このカタログに掲載されたスペックを単純比較して、自分の求める性能を持つ製品を選ぶことになる。